# Баши (Грузия)
Баши (груз. ბაში) — деревня в Грузии. Расположена на берегу реки Умния, на высоте 20 метров над уровня моря в Зугдидском муниципалитете края Самегрело-Земо Сванети. Деревня расположена в 7,5 км от центра региона города Зугдиди. По данным переписи 2014 года в деревне проживало 533 человека. Население края исповедует православие и являются прихожанами Зугдидский и Цаишской епархии Грузинской Православной Церкви.